# Андрей Шагуна
Андрей Шагуна (рум. Andrei Şaguna, в миру —  Шагуна Анастасій; 20 грудня 1808, Мішкольц — 28 червня 1873, Сібіу) — румунський богослов, церковний діяч, митрополит Сібіуський Румунської Православної Церкви у Трансільванії, почесний член Румунської академії наук (від 1871), барон; канонізований Священним Синодом Румунської Православної Церкви 29 жовтня 2011 (за іншими даними — 21 липня 2011 року).

## Окремі твори
- Митр. Андрей (Шагуна). Краткое изложение канонического права единой, Святой, Соборной и Апостольской Церкви // Христианское чтение. — 1870. — № 1. — С. 3 — 16. [Архівовано 19 лютого 2016 у Wayback Machine.] (Andreiu, baron de Șaguna. Compendiu de dreptul canonic. — 3 ed. — Sibiiu, 1913. [Архівовано 14 жовтня 2017 у Wayback Machine.] (рум.))